# Prieur
Pour les articles homonymes, voir Prieur (homonymie).

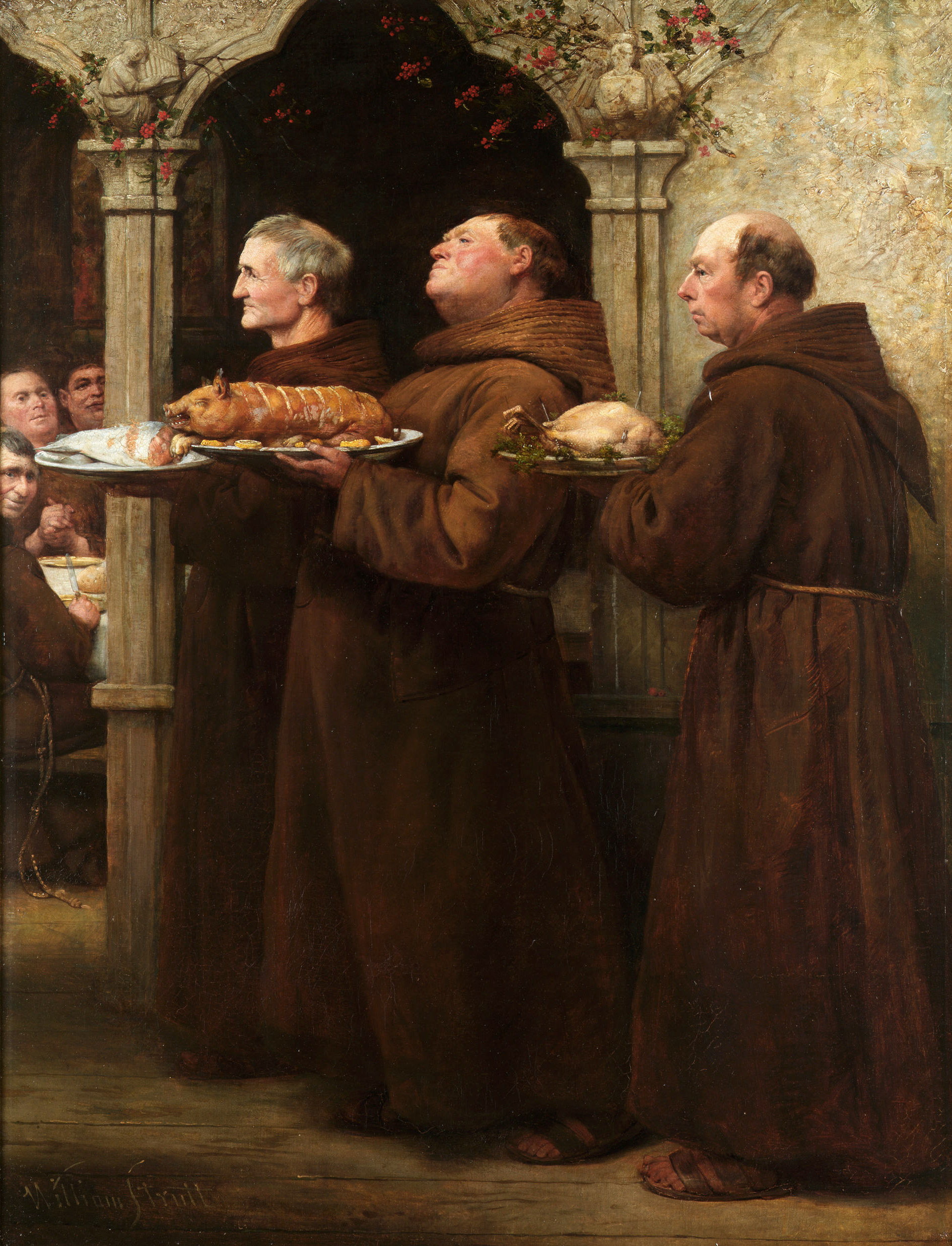
La fête des prieurs par William Strutt.

Le prieur est un titre ecclésiastique désignant un supérieur dans certains ordres religieux. Le mot est dérivé du latin qui signifie « avant » ou « premier ». Son usage générique antérieur désignait tout supérieur monastique. Dans les abbayes, un prieur est d'un rang inférieur à celui de l'abbé ou de l'abbesse. C’est le moine qui le remplace lorsqu'il y a lieu. Lorsque le monastère est un prieuré autonome, et non une abbaye, le Supérieur est appelé « prieur claustral » ou « prieur conventuel » et a les mêmes prérogatives qu'un abbé.

## Bénédictins, cisterciens

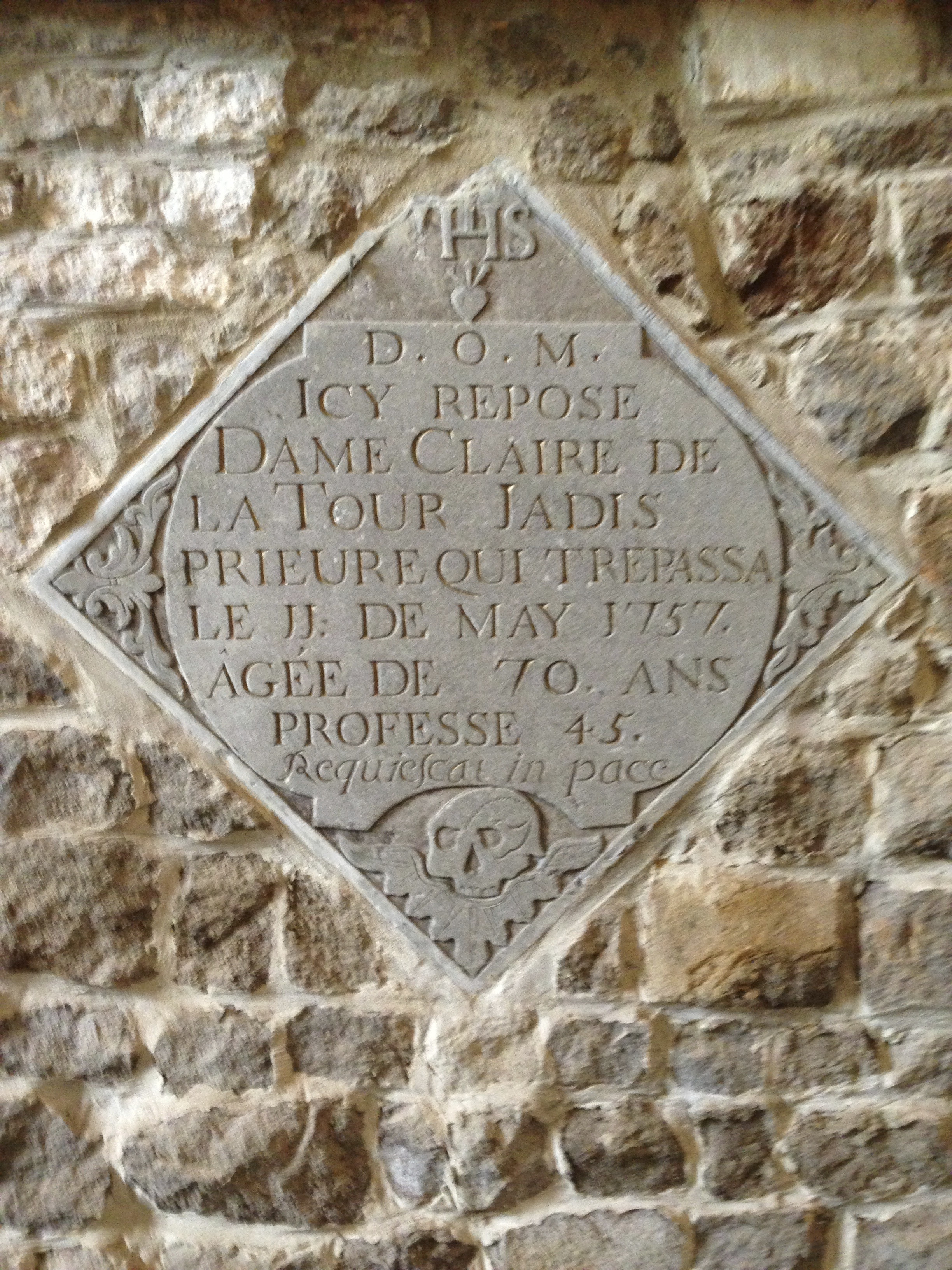
Enfeu de la prieure Claire de La Tour († 11 mai 1757) au prieuré de l'Ermite en Belgique.

Dans les monastères de l'ordre de Saint-Benoît et chez les cisterciens, le prieur est le moine choisi par l'abbé pour le seconder. Le prieur claustral peut être assisté ou suppléé par un sous-prieur.
Le prieur est surtout chargé du spirituel : régularité des religieux, fidélité aux observances, pratique de l'oraison, ferveur de la piété et esprit de la vocation.
En cas d'impossibilité d'élire un abbé, l'autorité supérieure d'une abbaye peut y nommer provisoirement un « prieur-administrateur » qui restera en fonction jusqu'à ce que soit possible l'élection d'un nouvel abbé.
Le mot « prieur » désigne aussi le supérieur d'une petite communauté détachée de celle d'une abbaye qu'on appelle alors un prieuré (prioratus). Un prieuré peut être soit dépendant, soit indépendant d'une abbaye mère. S'il s'agit d'un prieuré indépendant, son supérieur est un prieur conventuel.
Dans la congrégation Notre-Dame d'Espérance, tous les monastères sont des prieurés ayant pour supérieur un prieur local. La congrégation est dirigée par un prieur général.

## Chartreux, grandmontains
Chez les chartreux où, par signe d'humilité, il n'y a pas d'abbé, les responsables de chaque maison et de l'ordre prennent le titre de prieur. Le prieur de la Grande Chartreuse est le supérieur général de l'Ordre. Une prieure, assistée d'un père vicaire, est à la tête d'une maison de moniales cartusiennes.
Chez les grandmontains, le seul abbé existant est le responsable de l'abbaye chef d'ordre après 1317. Avant 1317, il était le seul prieur de l'ordre. Tous les autres responsables de celles grandmontaines (plusieurs centaines de petits monastères) sont dépourvus de titre à l'exception des celles érigées en prieurés en 1317 (à peu près un quart des celles) par le pape Jean XXII.

## Dominicains
Chez les dominicains, le titre de prieur est donné au frère (ou à la sœur) chargé de faire appliquer au sein du couvent ce qui a été décidé par tous au Chapitre : « Ce qui a été décidé par tous doit être appliqué par tous » disent les Constitutions de l'Ordre.
Il ne représente pas le Christ, comme c'est le cas dans la règle de saint Benoît. Le prieur est élu pour trois ans par ses frères.

## Confrérie de pénitents

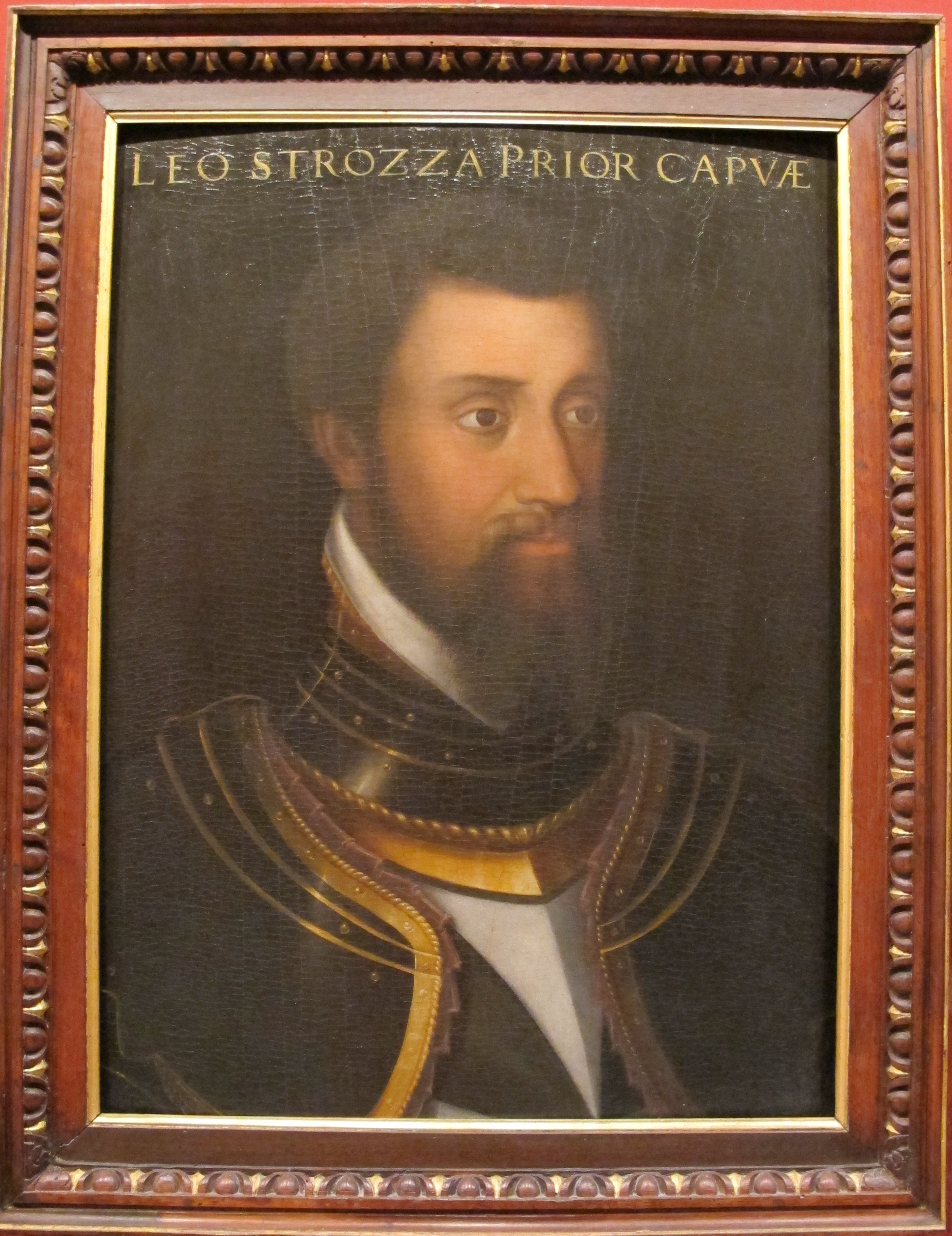
Leone Strozzi, chevalier de l'ordre hospitalier, prieur de Capoue, amiral de la flotte française, 1587.

Chez les pénitents le prieur est celui qui dirige la confrérie. Ses fonctions précises sont établies par les statuts de chaque confrérie mais on peut poser certains éléments communs à l'ensemble des pénitents. Le prieur est toujours élu, sa charge est limitée dans le temps, il dirige la prière de l'ensemble des confrères lors des offices, il n'est pas un « supérieur » au sens religieux, mais le premier des confrères qui veille au respect des statuts par chacun. Dans certaines confréries le prieur prend le titre de « recteur ».

## Ordre hospitalier de Saint-Jean de Jérusalem
Administrativement, un grand prieur ou plus simplement un prieur peut également être le responsable d'un ressort géographique de l'ordre de Saint-Jean de Jérusalem, sous l'autorité du grand maître.